# Phaeanthus heteropetalus
Phaeanthus heteropetalus är en kirimojaväxtart som först beskrevs av George Bentham, och fick sitt nu gällande namn av Henri Ernest Baillon. Phaeanthus heteropetalus ingår i släktet Phaeanthus och familjen kirimojaväxter. Inga underarter finns listade i Catalogue of Life.